# Stradella
För andra betydelser, se Stradella (olika betydelser).
Stradella är en ort och kommun i provinsen Pavia i Lombardiet, Italien på poslätten omkring fem kilometer söder om floden Po. Kommunen hade 11 578 invånare (2018).

## Historia
Tillsammans med vad som nu är den nästan obefolkade platsen Montalino var Stradella under Pavias biskop en suzeränitet under tidig medeltid. Montalino och Pavia blev utsatta för upprepad förödelse under kriget mellan Guelpherna och Ghibellinerna, speciellt 1373 av John Hawkwoods trupper.
Stradella var Agostino Depretis födelseort.